# Isenheimaltaret
Isenheimaltaret är ett altare skulpterat av Nikolaus Hagenauer och målat av Matthias Grünewald mellan 1512 och 1516. Det gjordes för Antonitordens kloster i Issenheim och finns idag utställt på Musée Unterlinden i Colmar, Alsace. Det är Grünewalds största och mest kända verk.

## Utformning
Altartavlan har tre lägen men är isärplockad så att samtliga bilder kan beskådas. Ikonografin är märkbart påverkad av heliga Birgittas uppenbarelser. Ursprungligen fanns även en skulpterad sockel och krona, men dessa försvann när klostret plundrades i samband med franska revolutionen.

### De tre lägena
- Med stängda flyglar visar mittpartiet korsfästelsen med en ärrad och förvriden Jesus omgärdad av Maria, Johannes och Maria från Magdala på sin högra sida, och Johannes Döparen tillsammans med ett lamm på sin vänstra. Ytterpartierna visar sankt Sebastian genomborrad av pilar och den helige Antonius nedanför en hetsig demon.
- Med de yttre flyglarna öppna syns till vänster bebådelsen, i mitten Maria med Jesusbarnet bland änglar och en omsluten trädgård, och till höger uppståndelsen.
- I det innersta läget syns tre skulpturer utförda av Nikolaus Hagenauer: i mitten Antonius omgärdad av människor som kommer med gåvor, och bredvid honom kyrkofäderna Augustinus och Hieronymus. Den vänstra flygelbilden föreställer Antonius tillsammans med Paulus av Thebe och den högra Antonius bland groteska demoner.

## Antonitorden
Antonitorden var specialiserad på att behandla Antoniuseld, en sjukdom som bröt ut i epidemier under medeltiden och medförde kallbrand och nervösa spasmer. Sjukdomen behandlades bland annat med böner till den helige Antonius och Isenheimaltaret med sina skildringar av lidande fick en viktig roll i detta.